# Ploeren
 Ploeren  (en bretón Ploveren) es una población y comuna francesa, situada en la región de Bretaña, departamento de Morbihan, en el distrito de Vannes y cantón de Vannes-Ouest.

## Demografía
| 910 | 1031 | 1584 | 2114 | 2709 | 3974 |
| Para los censos de 1962 a 1999 la población legal corresponde a la población sin duplicidades (Fuente: INSEE [Consultar]) |      |      |      |      |      |